# Izotopi litija
Trenutno je poznanih 10 litijevih izotopov, od 3Li do 13Li ter 5 izomerov. 6Li in 7Li sta edina stabilna izotopa. Litij-6 ima enako število protonov in nevtronov; je eden izmed štirih stabilnih izotopov z lihim številom tako protonov in nevtronov. Litij-7 spada v skupino bolj stabilne kombinacijega lihega števila protonov in sodega števila nevtronov. Nastaja tudi v proton-proton fuziji, z razpadom berilija-7. Predstavlja približno 90% vsega litija, kar se pozna tudi v atomski masi litija, ki je blizu 7, vendar se, za razliko od vodika in helija, pozna tudi vpliv manj dominantnega izotopa. V naravi se pojavljata le stabilna izotopa, pomemben pa je tudi 5Li, ki je, kljub temu, da mu manjka le en nevtron, zelo nestabilen. Nestabilen je celo bolj kot 11Li, najtežji izotop, kateremu je bila natančno izmerjena razpolovna doba. Pomemben je, saj njegova nestabilnost razlaga, zakaj je v vesolju toliko vodika in helija v primerjavi z ostalimi elementi. Vsi izobari z atomsko maso 5 so zelo nestabilni in zato hitro razpadejo na helij. Pri velikem poku je bilo tako zelo težko preiti to vrzel; da bi jo lahko prešli, bi morali skupaj trčiti trije helijevi atomi naenkrat, kar se je zgodilo zelo redko.
Ostali izotopi so bili narejeni sintenično. Na splošno so težji litijevi izotopi stabilnejši od lažjih. Tudi pri litiju je moč opaziti, da so izotopi s sodim številom nevtronov stabilnejši. Posebej dobro raziskan je 11Li, za katerega je znanih kar 7 razpadnih načinov. Vsi litijevi izomeri so zelo kratkoživi oz. njihove razpolovne dobe sploh niso znane.

## Uvod
Vsak element ima točno določeno število protonov, lahko pa se njegovi atomi razlikujejo v številu nevtronov. Nuklidom, ki imajo isto število protonov, vendar se razlikujejo v številu nevtronov, pravimo izotopi. Če se še bolj poglobimo, lahko za nekatere izotope ločimo tudi njegove izomere. V grobem imajo različni izotopi elementa enake kemijske lastnosti, vendar se razlikujejo v fizikalnih lastnostih. Običajno razmerje med nevtroni in protoni je pri nižjih elementih približno 1, vendar ko se približujemo težjim elementom, se razmerje začne večati. Kljub temu poznamo izotope, ki imajo dvakrat toliko nevtronov, kolikor protonov. Če moramo označiti, da nekje potrebujemo točno določen izotop elementa, se njegovo masno število zapiše nadčrtano pred simbolom, na primer, atom helija z masnim številom 3 bi zapisali kot 3He, ali helij-3, kar je bolj pogosta zapisa izotopa v besedilu.
V naravi najbolj razširjeni izotopi elementov so po večini stabilni, vendar predstavljajo le majhen delež vseh izotopov. Za vsak element poznamo tudi radioaktivne izotope – tako poznamo radioaktiven ogljik, radioaktivno železo, radioaktivno zlato. Čeprav se od teh elementov v naravi pojavlja radioaktivni izotop ogljika, 14C, in železa, 60Fe, ju je v naravi zelo malo in je nevarnost minimalna. Radioaktivni izotopi zlata so bili ustvarjeni le v laboratorijih, zato je vse naravno zlato stabilno.
Za izračun relativne atomske mase elementa moramo poznati atomske mase vseh izotopov, ki se pojavljajo v naravi ter njihovo razširjenost. Večini izotopov, ki se pojavljajo v naravi se da določiti izmed koliko atomi elementa bomo našli ta izotop. Tako dobimo podatke o razširjenosti izotopov, ki bi se morali sešteti do 1. Pri nekaterih elementih se razmerje med izotopi med kraji razlikuje, zato sta podani dve številki – minimalna in maksimalna vrednost. Nekaterim izotopom, ki se v naravi pojavljajo v izredno majhnih količinah, ne moremo natančno določiti, zato je podan le podatek, da se element pojavlja v sledovih. Teh izotopov se v izračunu ne upošteva, saj bi v vsakem primeru imeli zelo majhen vpliv. Taki izotopi so radioaktivni in običajno nastanejo s kozmičnim sevanjem ali razpadom radioaktivnih izotopov. Izotopi, ki se v naravi ne pojavljajo, so sintetični in se jih v izračun ne vključuje. Atomsko maso elementa se izračuna tako, da se atomsko maso vsakega izotopa pomnoži z njegovo razširjenostjo v naravi in jih nato seštejemo. Tako dobimo povprečno atomsko maso vseh atomov elementa, ki se pojavljajo v naravi.
Umetne izotope dobimo tako, da naravnim izotopom dodamo ali odvzamemo protone ali nevtrone ali celo večje dele nuklida. Umeten izotop lahko opazimo tudi pri razpadu drugih umetnih izotopov; najbolj poznana izotopa, pridobljena na tak način, sta 2Nt in 2He. Umetni izotopi so vsi radioaktivni in zelo hitro razpadejo. Izotopi lahko razpadejo na več načinov. Glavni trije razpadi so alfa, beta in gama razpad, obstajajo pa tudi drugi. Kako bo razpadel nek izotop je odvisno od tega, kakšno je njegovo razmerje med nevtroni in protoni. Če je premalo nevtronov, bo razpadel na takšen način, da se bo znebil protona. Tak je na primer beta plus razpad, ki proton spremeni v nevtron. Če je nevtronov preveč, se bo želel znebiti nevtrona, na primer z beta minus razpadom. Če je razmerje hudo preveliko ali premajhno, lahko izotop izvrže enega ali več nevtronov oz. protonov. Če je izotop na splošno pretežak (težji od svinca, ki je najtežji stabilni izotop), se želi znebiti tako protonov kot nevtronov, zato izvrže jedro helija-4 (2 protona in 2 nevtrona), kar je znano kot razpad alfa. Ker ta način zmanjša vrstno število le za 2, se pri mnogih izotopih to mora zgoditi večkrat, da postanejo stabilni. Tako dobimo razpadne verige izotopov, ki kažejo razpad določenega izotopa. Pri nizkem masnem številu so verige sorazmeroma krajše, za supertežke izotope pa so najdaljše. Isti izotop lahko razpade tudi na več načinov – tako govorimo o vejah razpadne verige.
Pri določanju možnosti, ali je izotop stabilen, poleg razmerja med protoni in nevtroni upoštevamo tudi, dva druga dejavnika:  prvi je t. i. magična števila, pri katerih je večja možnost za stabilnost. Ta števila so 2, 8, 20, 28, 50 in 82 za protone in nevtrone ter še 126 za število nevtronov. Izotopi s takim številom nevtronov in protonov bi morali biti bolj stabilni od ostalih. Ta števila so vsa parna, saj na splošno velja, da je izotop s sodim številom nevtronov in protonov bolj stabilen kot tisti z lihim. V bistvu obstajajo le štirje stabilni izotopi z lihim številom tako protonov kot nevtronov.
Izotopov elementa se običajno ne poimenuje, vendar so kljub temu nekateri poimenovani. Drugo ime za 1H je protij, za 2H devterij in za 3H tritij. Ti trije vodikovi izotopi so tudi edini, ki imajo svoje simbole (P, D in T). Poleg teh so poimenovani tudi izotopi, izključno iz nevtronov ali protonov. Tako poznamo mononevtron (1Nt), dinevtron (2Nt) … ter monoproton (1H), diproton (2He) itd. 1H ima tako dve poimenovanji, protij in monoproton.

## Seznam
| Li – [6,938; 6,997] | Li – [6,938; 6,997] | Li – [6,938; 6,997] | Li – [6,938; 6,997]         | Li – [6,938; 6,997] | Li – [6,938; 6,997] | Li – [6,938; 6,997] | Li – [6,938; 6,997] | Li – [6,938; 6,997] | Li – [6,938; 6,997] | Li – [6,938; 6,997] | Li – [6,938; 6,997]        | Li – [6,938; 6,997]  | Li – [6,938; 6,997]  | Li – [6,938; 6,997] |
| Izotop              | Z                   | N                   | Ar (amu)                    | Evez/A (keV)        | Spin                | Leto odkritja       | Razpad              | Razpad              | Razpad              | Razpad              | Razpad                     | Pojavljanje v naravi | Pojavljanje v naravi |                     |
| Izotop              | Z                   | N                   | Ar (amu)                    | Evez/A (keV)        | Spin                | Leto odkritja       | t½                  | Vrsta               | %                   | Takojšnji produkti  | Stabilni produkti          | %                    | CIAAW                |                     |
| ------------------- | ------------------- | ------------------- | --------------------------- | ------------------- | ------------------- | ------------------- | ------------------- | ------------------- | ------------------- | ------------------- | -------------------------- | -------------------- | -------------------- | ------------------- |
| 3Li                 | 3                   | 0                   | 3,030780 ± 0,00215          | −2270 ± 670         | ?                   | 1969                | ?                   | p                   | 100                 | 2He, 1H             | 2H, 1H                     | sintetičen           |                      |                     |
| 4Li                 | 3                   | 1                   | 4,027190 ± 0,00023          | 1150 ± 50           | 2−                  | 1965                | 91 ± 9 ys           | p                   | 100                 | 3He, 1H             | 3He, 1H                    | sintetičen           |                      |                     |
| 5Li                 | 3                   | 2                   | 5,012540 ± 0,00005          | 5266 ± 10           | 3/2−                | 1941                | 370 ± 30 ys         | p                   | 100                 | 4He, 1H             | 4He, 1H                    | sintetičen           |                      |                     |
| 6Li                 | 3                   | 3                   | 6,0151228874 ± 0,0000000015 | 5332,331            | 1+                  | 1921                | Stabilen            | Stabilen            | Stabilen            | Stabilen            | Stabilen                   | 7,59 ± 4             | [0,019, 0,078]       |                     |
| 7Li                 | 3                   | 4                   | 7,016003437 ± 0,000000005   | 5606,439 ± 0,001    | 3/2−                | 1921                | Stabilen            | Stabilen            | Stabilen            | Stabilen            | Stabilen                   | 92,41 ± 4            | [0,922, 0,981]       |                     |
| 8Li                 | 3                   | 5                   | 8,02248625 ± 0,00000005     | 5159,712 ± 0,006    | 2+                  | 1935                | 839,40 ± 0,36 ms    | β−                  | 100                 | 8Be                 | 4He                        | sintetičen           |                      |                     |
| 9Li                 | 3                   | 6                   | 9,02679019 ± 0,00002        | 5037,768 ± 0,021    | 3/2−                | 1951                | 178,3 ± 0,4 ms      | β−, n               | 50,8 ± 2            | 8Be, 1Nt            | 4He, 1H                    | sintetičen           |                      |                     |
| 9Li                 | 3                   | 6                   | 9,02679019 ± 0,00002        | 5037,768 ± 0,021    | 3/2−                | 1951                | 178,3 ± 0,4 ms      | β−                  | 49,2 ± 2            | 9Be                 | 9Be                        | sintetičen           |                      |                     |
| 10Li                | 3                   | 7                   | 10,035483 ± 0,000014        | 4531,4 ± 1,3        | (1−, 2−)            | 1975                | 2 ± 0,5 zs          | n                   | 100                 | 9Li, 1Nt            | 9Be, 4He, 1H               | sintetičen           |                      |                     |
| 11Li                | 3                   | 8                   | 11,0437236 ± 0,0000007      | 4155,38 ± 0,06      | 3/2−                | 1966                | 8,75 ± 0,14 ms      | β−, n               | 86,3 ± 9            | 10Be, 1Nt           | 9Be, 1H                    | sintetičen           |                      |                     |
| 11Li                | 3                   | 8                   | 11,0437236 ± 0,0000007      | 4155,38 ± 0,06      | 3/2−                | 1966                | 8,75 ± 0,14 ms      | β−                  | 6 ± 13              | 10Li                | 9Be, 4He, 1H               | sintetičen           |                      |                     |
| 11Li                | 3                   | 8                   | 11,0437236 ± 0,0000007      | 4155,38 ± 0,06      | 3/2−                | 1966                | 8,75 ± 0,14 ms      | β−, 2n              | 4,1 ± 4             | 9Be, 1Nt            | 9Be, 1H                    | sintetičen           |                      |                     |
| 11Li                | 3                   | 8                   | 11,0437236 ± 0,0000007      | 4155,38 ± 0,06      | 3/2−                | 1966                | 8,75 ± 0,14 ms      | β−, 3n              | 1,9 ± 2             | 8Be, 1Nt            | 4He, 1H                    | sintetičen           |                      |                     |
| 11Li                | 3                   | 8                   | 11,0437236 ± 0,0000007      | 4155,38 ± 0,06      | 3/2−                | 1966                | 8,75 ± 0,14 ms      | β−, ɑ               | 1,7 ± 3             | 7He, 4He            | 6Li, 4He, 2H, 1H           | sintetičen           |                      |                     |
| 11Li                | 3                   | 8                   | 11,0437236 ± 0,0000007      | 4155,38 ± 0,06      | 3/2−                | 1966                | 8,75 ± 0,14 ms      | β−, d               | 0,0130 ± 13         | 9Li, 2H             | 9Be, 4He, 2H               | sintetičen           |                      |                     |
| 11Li                | 3                   | 8                   | 11,0437236 ± 0,0000007      | 4155,38 ± 0,06      | 3/2−                | 1966                | 8,75 ± 0,14 ms      | β−, t               | 0,00938 ± 8         | 8Li, 3H             | 4He, 3He                   | sintetičen           |                      |                     |
| 12Li                | 3                   | 9                   | 12052610 ± 0,00003          | 3791,6 ± 2,5        | ?                   | 2008                | < 10 ns             | n                   | 100                 | 11Li, 1Nt           | 9Be, 6Li, 4He, 3He, 2H, 1H | sintetičen           |                      |                     |
| 13Li                | 3                   | 10                  | 13,061170 ± 0,00008         | 3508 ± 5            | 3/2−                | 2008                | ?                   | 2n                  | 100                 | 11Li, 1Nt           | 9Be, 6Li, 4He, 3He, 2H, 1H | sintetičen           |                      |                     |

### Izomeri
| Izomer | Ekscitacijska energija | Spin | Leto odkritja | Razpad         | Razpad | Razpad | Razpad             | Razpad            | Pojavljanje v naravi | Pojavljanje v naravi |
| Izomer | Ekscitacijska energija | Spin | Leto odkritja | t½             | Vrsta  | %      | Takojšnji produkti | Stabilni produkti | %                    | CIAAW                |
| ------ | ---------------------- | ---- | ------------- | -------------- | ------ | ------ | ------------------ | ----------------- | -------------------- | -------------------- |
| 6Li*   | 3562,88 ± 0,10         | 0+   | 1981          | 56 ± 14 as     | IT     | 100    | 6Li                | 6Li               | sintetičen           |                      |
| 7Li*   | 11250 ± 30             | 3/2− | ?             | ?              | ?      | 100    | ?                  | ?                 | sintetičen           |                      |
| 8Li*   | 10822 ± 5              | 0+   | ?             | ?              | ?      | 100    | ?                  | ?                 | sintetičen           |                      |
| 10Li*1 | 200 ± 40               | 1+   | 1994          | 3,7 ± 1,5 zs   | IT     | 100    | 10Li               | 9Be, 4He, 1H      | sintetičen           |                      |
| 10Li*2 | 480 ± 40               | (2+) | 1993          | 1,35 ± 0,24 zs | IT     | 100    | 10Li               | 9Be, 4He, 1H      | sintetičen           |                      |